# Glutathion déshydrogénase (ascorbate)
Une glutathion déshydrogénase à ascorbate est une oxydoréductase qui catalyse la réaction :
2 glutathion + déshydroascorbate  {\displaystyle \rightleftharpoons }  disulfure de glutathion + ascorbate.
Cette enzyme intervient notamment dans le cycle glutathion-ascorbate, avec l'ascorbate peroxydase, la monodéshydroascorbate réductase et la glutathion réductase.